# Велислав Драмов
Велислав Борисов Драмов (Сергей) е български партизанин, участник в комунистическото съпротивително движение в България по време на Втора световна война.

## Биография
Велислав Драмов е роден на 23 януари 1919 година във Враца. Завършва Школа за запасни офицери.
Участва в комунистическото съпротивително движение в България по време на Втората световна война. От началото на 1944 година е командир на Партизански отряд „Смърт на фашизма“. Загива, прикривайки пробив на полицейско обкръжение в тричасовото сражение край с. Везенково, Карнобатско, на 5 август 1944 година. Неговото име носи село Велислав, а бюст-паметникът му е в алеята на РИМ-Бургас.